# تحليل مصفوفة نقل شعاع
تحليل مصفوفة نقل شعاع (بالإنجليزي: Ray transfer matrix analysis) هي تقنية تهتم بتتبع الأشعة تستخدم في تصميم بعض الأنظمة البصرية وخاصة أنظمة الليزر,حيث يمكن وصف النظام البصري بعمل مصفوفة عناصرها مسارات الضوء في النظام ومن ثم ضرب العناصر ضربا اتجاهي في متجهات الأشعة.
في هذه التقنية نستخدم تقريب المحاور للشعاع البصري بفرض أن زوايا جميع الأشعة المنبعثة صغيرة (θ) وتبعد مسافات صغيرة (x) عن المحور البصري للنظام، ويكون التقريب صحيحا عندما sin(θ)≈θ (الزاوية θ مقاسة بالراديان) وهي طريقة جيدة للتتبع مسار الأشعة الزوالية، عند http://spie.org/etop/1991/389_1.pdf.

## تعريف مصفوفة نقل الشعاع
تعتمد تقنية تتبع الشعاع على محورين مرجعيين، تعرف بـ محور الإدخال ومحور الإخراج وهي محاور عمودية على المحور البصري للنظام.سوف نحدد المحور البصري بحيث يتوافق مع محور – Z في نظام ذو تنسيق ثابت.
يدخل شعاع الضوء إلى النظام عندما يتقاطع مع محور الإدخال خلال مسافة x1 من المحور البصري مكونا زاوية قدرها θ1. ويتقاطع مع محور الإخراج خلال مسافة أخرى قدرها x2 مكونا زاوية θ2 ,حيث أن n1 وn2 هي معامل انكسارالوسط الأول والثاني، على التوالي.
ترتبط هذه الكميات الثلاثة n وθو x بالعلاقة التالية :
{\displaystyle {x_{2} \choose \theta _{2}}={\begin{pmatrix}A&B\\C&D\end{pmatrix}}{x_{1} \choose \theta _{1}},}
عندما
{\displaystyle A={x_{2} \over x_{1}}{\bigg |}_{\theta _{1}=0}\qquad B={x_{2} \over \theta _{1}}{\bigg |}_{x_{1}=0},}
و
{\displaystyle C={\theta _{2} \over x_{1}}{\bigg |}_{\theta _{1}=0}\qquad D={\theta _{2} \over \theta _{1}}{\bigg |}_{x_{1}=0}.}
ويرتبط متجه الشعاع الدخل والشعا ع الخارج بواسطة مصفوفة انتقال الشعاع ray transfer matrix (RTM) M, عندما يقع النظام البصري بين محورين مرجعيين، وبالاعتماد على نموذج إشعاع الجسم الأسود في الديناميكا الحرارية يمكننا حساب محددات المصفوفة RTM (النسبة بين معامل انكسار الوسط) على النحو التالي :
{\displaystyle \det(\mathbf {M} )=AD-BC={n_{1} \over n_{2}}.}
ونتيجة لذلك يقع محور الشعاع الساقط ومحور الشعاع الخارج في نفس الوسط، ويمكن استخدام تقنية مشابهه لتحليل الدوائر الكهربائية.

## بعض الأمثلة
•	مثلا: إذا وجد فضاء حر بين محورين، تعطى مصفوفة نقل الشعاع بواسطة
{\displaystyle \mathbf {S} ={\begin{pmatrix}1&d\\0&1\end{pmatrix}}},
حيث أن d هي المسافة الفاصلة بين محوريين مرجعيين (تقاس على طول المحور البصري) , بالتالي تصبح معادلة نقل الشعاع :
{\displaystyle {x_{2} \choose \theta _{2}}=\mathbf {S} {x_{1} \choose \theta _{1}}},
{\displaystyle {\begin{matrix}x_{2}&=&x_{1}+d\theta _{1}\\\theta _{2}&=&\theta _{1}\end{matrix}}}
•	مثال آخر بسيط على العدسات الرقيقة , تعطى مصفوفة نقل الشعاع RTM :
{\displaystyle \mathbf {L} ={\begin{pmatrix}1&0\\{\frac {-1}{f}}&1\end{pmatrix}}},
حيث أن f هو البعد البؤري للعدسة، ولوصف نظام بصري مركب يجب ضرب المصفوفات ضربا اتجاهيا ,
{\displaystyle \mathbf {L} \mathbf {S} ={\begin{pmatrix}1&0\\{\frac {-1}{f}}&1\end{pmatrix}}{\begin{pmatrix}1&d\\0&1\end{pmatrix}}={\begin{pmatrix}1&d\\{\frac {-1}{f}}&1-{\frac {d}{f}}\end{pmatrix}}}.
ملاحظة : عملية ضرب المصفوفات عملية غير إبدالية
{\displaystyle \mathbf {SL} ={\begin{pmatrix}1&d\\0&1\end{pmatrix}}{\begin{pmatrix}1&0\\{\frac {-1}{f}}&1\end{pmatrix}}={\begin{pmatrix}1-{\frac {d}{f}}&d\\{\frac {-1}{f}}&1\end{pmatrix}}}.

## جدول مصفوفة نقل الشعاع
| عنصر                                     | مصفوفة | ملاحظات |
| ---------------------------------------- | --- | --- |
| انتشار الضوء في وسط ذو معامل انكسار ثابت | {\displaystyle {\begin{pmatrix}1&d\\0&1\end{pmatrix}}}                                                        | d = المسافة |
| انكسار الضوء عن سطح أملس                 | {\displaystyle {\begin{pmatrix}1&0\\0&{\frac {n_{1}}{n_{2}}}\end{pmatrix}}}                                   | n1 = معامل انكسار الوسط الأول n2 =معامل انكسار الوسط الثاني. |
| انكسار الضوء عن سطح منحني                | {\displaystyle {\begin{pmatrix}1&0\\{\frac {n_{1}-n_{2}}{R\cdot n_{2}}}&{\frac {n_{1}}{n_{2}}}\end{pmatrix}}} | R = قطر الانحناء, R> 0 (مركز الانحناء) n1 = معامل انكسار الوسط الأول n2 = معامل انكسار الوسط الثاني. |
| انعكاس الضوء على سطح مرآة مستوية         | {\displaystyle {\begin{pmatrix}1&0\\0&1\end{pmatrix}}}                                                        | |
| انعكاس الضوء من مرآة منحنية              | {\displaystyle {\begin{pmatrix}1&0\\-{\frac {2}{R}}&1\end{pmatrix}}}                                          | R = نصف قطر الانحناء, R> 0 إذا كانت المرآة مقعرة |
| عدسة رقيقة                               | {\displaystyle {\begin{pmatrix}1&0\\-{\frac {1}{f}}&1\end{pmatrix}}}                                          | f = البعد البؤري للعدسة ,عندما f> 0 للمرآة المحدبة/موجب. يقرب إذا كان البعد البؤري أكبر بكثير من سمك العدسة. |
| Single right angle prism                 | {\displaystyle {\begin{pmatrix}k&{\frac {d}{nk}}\\0&{\frac {1}{k}}\end{pmatrix}}}                             | k == (cos{\displaystyle \psi }/cos{\displaystyle \phi }) سعة الشعاع المتجه, where {\displaystyle \phi } زاوية السقوط, {\displaystyle \psi } زاوية الانكسار, d = طول مسار المنشور, n == معامل انكسار مادة المنشور. هذه المصفوفة صالحة للتطبيق على الشعاع العمودي الخارج. |

## مرنان مستقر
يمكن نمذجة (وصف) شعاع صادر من مرنان مستقر بواسطة تحليل مصفوفة نقل شعاع، مثل مصفوفة شعاع الليزر، أبسط أنظمة المرنان يضم مرآتان متقابلتان ذات انعكاسية قدرها 100% ونصف قطر انحناء R تفصل بينهما مسافة d , ولتتبع مسار شعاع تستخدم سلسلة عسات بعدها البؤري f=R/2 تبعد كل عدسة عن أخرى مسافة d
{\displaystyle \mathbf {M} =\mathbf {L} \mathbf {S} ={\begin{pmatrix}1&d\\{\frac {-1}{f}}&1-{\frac {d}{f}}\end{pmatrix}}}.
الآن نستخدم مصفوفة RTM للتحقق من استقرار الطول الموجي
{\displaystyle {x_{2} \choose \theta _{2}}=\lambda {x_{1} \choose \theta _{1}}}.
فينتج
{\displaystyle \mathbf {M} {x_{1} \choose \theta _{1}}=\lambda {x_{1} \choose \theta _{1}}},
حيث أن معادلة القيم الذاتية
{\displaystyle \left[\mathbf {M} -\lambda \mathbf {I} \right]{x_{1} \choose \theta _{1}}=0}
حيث أن المصفوفة I هي مصفوفة 2x2 , وبالتبسيط نحصل على
{\displaystyle \operatorname {det} \left[\mathbf {M} -\lambda \mathbf {I} \right]=0}
بالتالي نحصل على معادلة القيم المميزة
{\displaystyle \lambda ^{2}-\operatorname {tr} (\mathbf {M} )\lambda +\operatorname {det} (\mathbf {M} )=0}
عندما
{\displaystyle \operatorname {tr} (\mathbf {M} )=A+D=2-{d \over f}}
أثر الجبر الخطي للمصفوفة RTM , و
{\displaystyle \operatorname {det} (\mathbf {M} )=AD-BC=1}
محدد المصفوفة
{\displaystyle \lambda ^{2}-2g\lambda +1=0\,}
عندما
{\displaystyle g\ {\stackrel {\mathrm {def} }{=}}\ {\operatorname {tr} (\mathbf {M} ) \over 2}=1-{d \over 2f}}
حيث أن حلول المعادلة المميزة هي القيم الذاتية ومعامل الاستقرار.وبتربيع المعادلة نحصل على
{\displaystyle \lambda =g\pm {\sqrt {g^{2}-1}}\,}
{\displaystyle {x_{N} \choose \theta _{N}}=\lambda ^{N}{x_{1} \choose \theta _{1}}}.
إذاكان الطول الموجي مستقر λN
{\displaystyle \operatorname {Im} \{\lambda \}\neq 0}
{\displaystyle g^{2}-1<0\,}
أو
{\displaystyle |g|<1\,}
حل معادلة القيم الذاتية هو حل دوري
{\displaystyle \lambda ^{N}=e^{\pm iN\phi }},
أو
{\displaystyle \lambda =e^{\pm i\phi }},
عندما
{\displaystyle \cos(\phi )=\operatorname {Re} \{\lambda \}=g={\operatorname {tr} (\mathbf {M} ) \over 2}=1-{d \over 2f}}
ويمكن تعميم هذه النتيجة للمرنان المركب.

## مصفوفة نقل الشعاع لحزم جاوسية
مصفوفة وصف نقل الشعاع لحزم جاوس ذات طول موجي λ ونصف قطر انحناء Rونصف قطر w
{\displaystyle {\frac {1}{q}}={\frac {1}{R}}-{\frac {i\lambda }{\pi w^{2}}}}.
{\displaystyle {q_{2} \choose 1}=k{\begin{pmatrix}A&B\\C&D\end{pmatrix}}{q_{1} \choose 1}},
k ثابت طبيعي، وبضرب المصفوفة
{\displaystyle q_{2}=k(Aq_{1}+B)\,}
و
{\displaystyle 1=k(Cq_{1}+D)\,}
وبقسمة المعادلة الأولى على المعادلة الثانية
{\displaystyle q_{2}={\frac {Aq_{1}+B}{Cq_{1}+D}}},
{\displaystyle {1 \over q_{2}}={C+D/q_{1} \over A+B/q_{1}}.}

## روابط إضافية
- Thick lenses (Matrix methods) نسخة محفوظة 7 مايو 2001 على موقع واي باك مشين.
- ABCD Matrices Tutorial Provides an example for a system matrix of an entire system.
- ABCD Calculator An interactive calculator to help solve ABCD matrices.